# توبی یانگ
توبی یانگ (انگلیسی: Toby Young؛ زادهٔ ۱۷ اکتبر ۱۹۶۳) روزنامه‌نگار اهل بریتانیا است.